# Elinés Olivero
Elinés María Olivero Turmero (Anaco, Venezuela; c. 2001-Tumeremo; 1 de octubre de 2023) fue una militar venezolana.

## Carrera
Olivero era procedente de Anaco, estado Anzoátegui. Egresó de la Academia Militar de Venezuela, como oficial de la promoción 2022 «Bicentenario de la Batalla de Bombona y Pichincha». Estuvo apostada en el Batallón de Infantería de Selva Tomás de Heres, Tumeremo, estado Bolívar, por al menos un año.

## Muerte
Un sargento notificó a la familia de Olivero el 1 de octubre de 2023 sobre la muerte de Olivero, a sus 22 años. Según el reporte de las Fuerzas Armadas, la muerte fue clasificada como un suicidio, y Elinés fue encontrada vestida con uniforme deportivo y colgando de una sábana de la ducha del baño de su habitación en el cuartel. El 4 de octubre, un grupo de familiares amigos del sector 1.º de Mayo se manifestaron frente a la alcaldía de Anaco para rechazar la versión sobre la muerte de las Fuerzas Armadas y solicitar que se realizara una nueva autopsia.
Familiares de Olivero declararon que la teniente había manifestado tener problemas con militares del batallón de Tumeremo. Un audio de su madre que se viralizó en redes sociales describía que el cuerpo tenía golpes, descartando el suicidio como causa de muerte. El Ministerio Público anunció que se realizaría una segunda autopsia. Antes de que la autopsia concluyera, medios afines al gobierno insistieron en que la muerte consistió en un suicidio. En el caso de Últimas Noticias, el medio eliminó la información posteriormente. El padre de la teniente dijo que para el 6 de octubre, cuando todavía esperaban los resultados de la autopsia, varios medios oficialistas ya habían publicado los supuestos resultados.
Para finales de mes, los altos mandos militares no habían mencionado el hecho y el ejército venezolano no había publicado ni siquiera una nota de condolencia. La periodista Sebastiana Barráez, especializada en el ámbito militar, ha declarado que la indiferencia de las Fuerzas Armadas sobre la muerte produce dudas sobre la causa de muerte.